# 聖マタイの殉教 (カラヴァッジョ)
『聖マタイの殉教』（せいマタイのじゅんきょう、伊: Martirio di san Matteo、英: The Martyrdom of Saint Matthew）は、17世紀イタリア・バロック期の巨匠ミケランジェロ・メリージ・ダ・カラヴァッジョが1599-1600年にキャンバス上に油彩で制作した絵画である。画家がローマのサン・ルイジ・デイ・フランチェージ教会のコンタレッリ礼拝堂のために描いた作品のうちの1点で、現在、同礼拝堂の祭壇に向かって右側に掛けられている。一方、左側には同時期に委嘱された『聖マタイの召命』が、中央の祭壇には後に委嘱された『聖マタイと天使』が掛けられている。

## 委嘱
サン・ルイジ・デイ・フランチェージ教会は、ローマに住むフランス人たちの教区教会である。コンタレッリ礼拝堂は、フランス人のマシュー・コワントレル、イタリア名マッテオ・コンタレッリが1565年に自身の墓所として権利を入手した。同年、コンタレッリはブレシア出身の画家ジローラモ・ムツィアーノと礼拝堂装飾に関わる契約を結び、自身の名にちなむ聖マタイ (イタリア語でマッテオ) の主題のフレスコによる壁画制作を依頼した。ちなみに、1586-1592年に、ムツィアーノは、ローマのサンタ・マリア・イン・アラコエーリ聖堂にあるマッテイ家の礼拝堂にマタイ伝を表す壁画を描いている。
コンタレッリは1585年に死去したが、ムツィアーノは礼拝堂装飾にまったく手をつけていなかった。コンタレッリからの遺言で、全財産の管理と遺言の執行を委ねられた親友のヴィルジーリオ・クレッシェンツィは、老年で契約実行の見込みのないムツィアーノに代えて、ジュゼッペ・チェーザリ (通称カヴァリエル・ダルピーノ) と壁画制作の契約を結ぶ。カヴァリエル・ダルピーノは礼拝堂の天井画『エチオピア王の娘を蘇らせる聖マタイ』と4人の預言者像を描いたが、弟の問題によりローマを離れることになり、礼拝堂そのものの装飾を中断することとなった。

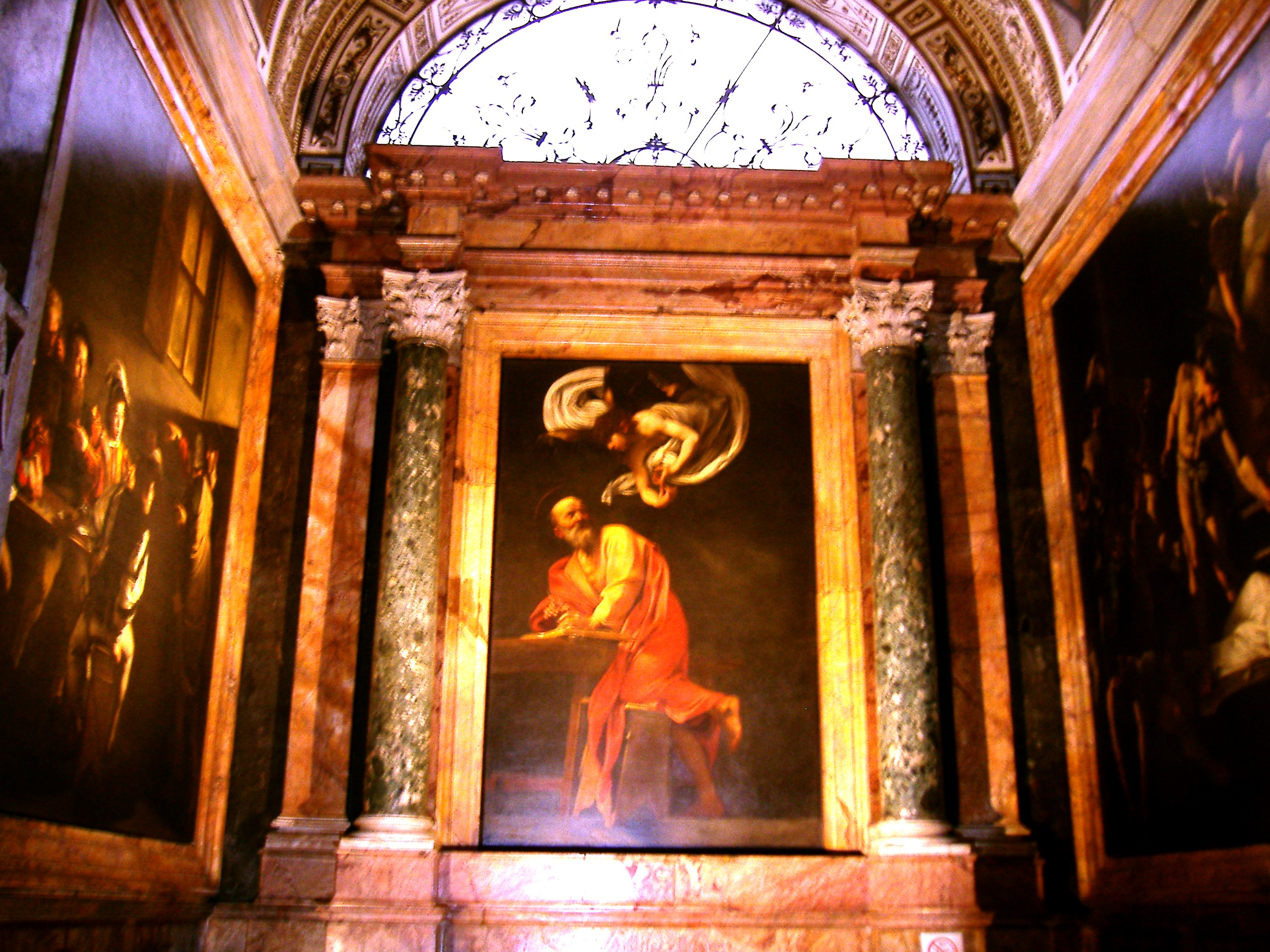
コンタレッリ礼拝堂内部。中央は『聖マタイと天使』、右は『聖マタイの殉教』、左は『聖マタイの召命』

カラヴァッジョ『聖マタイの召命』 (1599-1600年)

その後、コンタレッリ礼拝堂の装飾事業はなかなか進まなかったが、ようやく1599年7月になってサン・ピエトロ大聖堂の造営局長の指示で、亡くなったクレッシェンツィの息子ピエトロ・パウロとサン・ルイジ・デイ・フランチェージ教会の同心会の間で合意が成立し、カラヴァッジョに『聖マタイの召命』と『聖マタイの殉教』の2点の油彩画 (当時のローマとしては異例なことに、カラヴァッジョの描けないフレスコ画ではなく、大きなキャンバス画) が依頼されることとなった。こうして、カラヴァッジョは初めて教会の礼拝堂を飾る作品という公的な仕事を任されたのである。伝記作者のジョヴァンニ・バリオーネは、カラヴァッジョへの委嘱にはフランチェスコ・マリア・デル・モンテ枢機卿の尽力があったと述べている。いずれにしても、コンタレッリ礼拝堂の装飾は、1600年の聖年に向けた事業の一環として推進された。

## 作品
福音書や使徒行伝には、マタイに関する記述は召命の逸話以外にない。礼拝堂天井にカヴァリエル・ダルピーノが描いた『エチオピアの娘を蘇らせる聖マタイ』も本作『聖マタイの殉教』も13世紀の聖人伝ヤコブス・デ・ウォラギネの『黄金伝説』にもとづいている。本作について、コンタレッリが残した指示書には以下のように記されている。

そこには奥行きがあって幅の広い、ほとんど神殿 (聖堂) のような形態の場所があり、上部には三段か四段、あるいは五段の階段で高くなった祭壇がある。そこで祭服を着てミサを挙げる聖マタイが兵隊たちの手で殺される。その際、殺されるところが描かれる方がより芸術的だろう。聖マタイはいくつかの傷を負ってすでに倒れている、あるいは倒れるところだが、まだ死んではいない。この神殿には多くの男や女、老人や若者や子供がおり、いろいろな仕草をし、それぞれ身分や高貴さに応じた服装をしている。ペンチやカーペット、そのほかの家具がある。彼らは出来事に仰天し、ある者は怒り、ほかの者は同情を示している。

X線調査によると、この絵画の最初の構図はコンタレッリの記述に従ったものであることがわかるが、マタイの姿がはっきりしないなど細部には不明な点が多い。当初はもっと人物像が小さく、剣を持つ男が手前や左側からマタイに迫り、右には天使が立って天を指さしていた。しかし、カラヴァッジョはこの当初の構図を放棄し、全面的に描きなおした。マタイは右奥に立っていて、逃げる人物のうちには1人の女性 (マタイがキリスト教に改宗させたエチオピアの王女エフィゲニアと思われる) も描かれていた。完成作では、神殿風の建物は断念され、人物が前景に引き寄せられている。一方、コンタレッリの指示通り、階段を数段上がったところに祭壇があり、マタイはその前で血を流して倒れている。そして、さまざまな服装の人々や子供 (女性はいない) が祈るか、あるいは恐怖で叫んでいる。
指示書とは異なり、カラヴァッジョはマタイがミサを挙げているところではなく、ミサの後に志願者に洗礼を施しているところを襲われたという設定にし、彼が殉教する刹那、勝利のシュロの葉を手にする瞬間が描かれている。マタイの手前には大きな洗礼槽があり、画面左下の人物が片足を突っ込んでいる。手前の人物たちは裸体で描かれ、マタイを襲う中央の若者も兵士というより、洗礼志願者を装って潜入した刺客のように表されている。かくして、マタイを取り囲む裸体の人物たちが目立たない存在となる。一方、剣を持って襲いかかる若者と、地に倒れて天使が差し出すシュロの葉に手を伸ばすマタイの姿が際立つことになる。

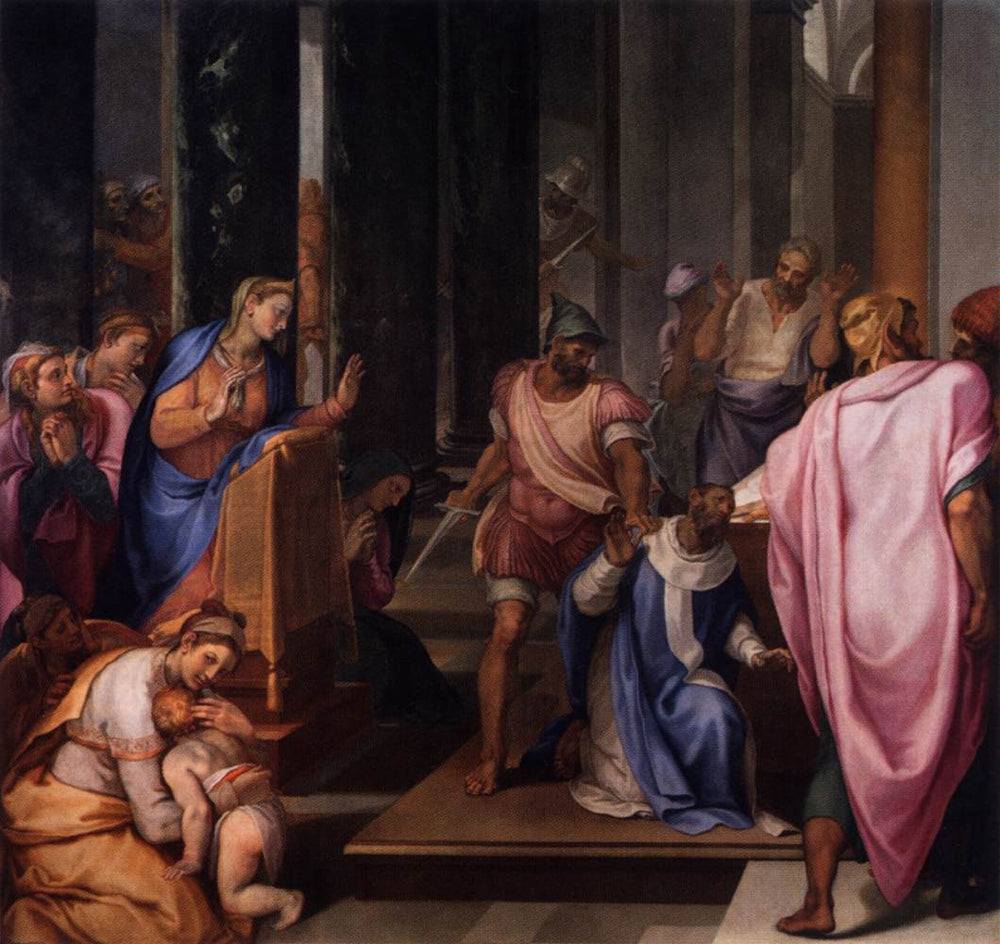
ジローラモ・ムツィアーノのフレスコ画『聖マタイの殉教』、1586-1589年

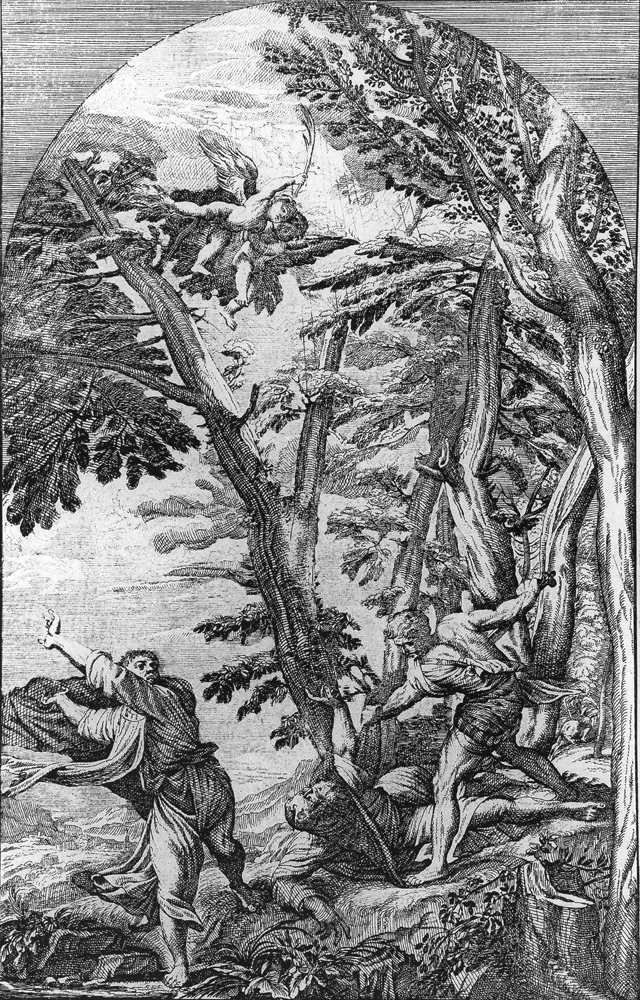
マルティーノ・ロータによる銅版画 (ティツィアーノ『殉教者聖ピエトロの死』にもとづく)、1570年ごろ

最初の大画面の制作を委嘱されたカラヴァッジョは、試行錯誤しながら工夫を重ね、過去の画家たちの作品を参照したと思われる。上述したムツィアーノの『聖マタイの殉教』 (サンタ・マリア・イン・アラコエーリ聖堂、ローマ) を研究したことは、マタイを襲う人物のポーズや両手を広げて驚きを表す左側の人物が類似していることでもわかる。しかし、カラヴァッジョが最も影響を受けたのは、ヴェネツィア派の巨匠ティツィアーノの、当時は非常によく知られた祭壇画『殉教者聖ピエトロの死』 (19世紀の火災で焼失) であったと思われる。マルティーノ・ロータによるこの絵画を複製した銅版画を反転してみると、マタイのポーズとその右側で叫ぶ少年の姿が本作と非常によく似ているのがわかる。両作品の相違点として、ティツィアーノの作品では空高く舞う天使たちがシュロの葉を運んでいる一方、カラヴァッジョは間近まで舞い降りた天使がマタイにシュロの葉を手渡していることが挙げられる。しかしながら、基本的な構想は同じである。
登場人物が多いこの絵画には散漫なところがあり、後期マニエリスム絵画の残滓が感じられる。人物像についても、画面下部左端の男は不自然で無理なポーズをしており、マニエリスム的な表現である。マタイにシュロの葉を手渡そうとする天使もかなり無理な姿勢であり、しかも、この天使はカラヴァッジョの絵画としては珍しいことに雲の上に描かれている。とはいえ、鑑賞者は、少年がテーブルなどの高い所に乗って身を乗り出すポーズをとり、それを下にいるカラヴァッジョが写生して描いたという印象を受ける。

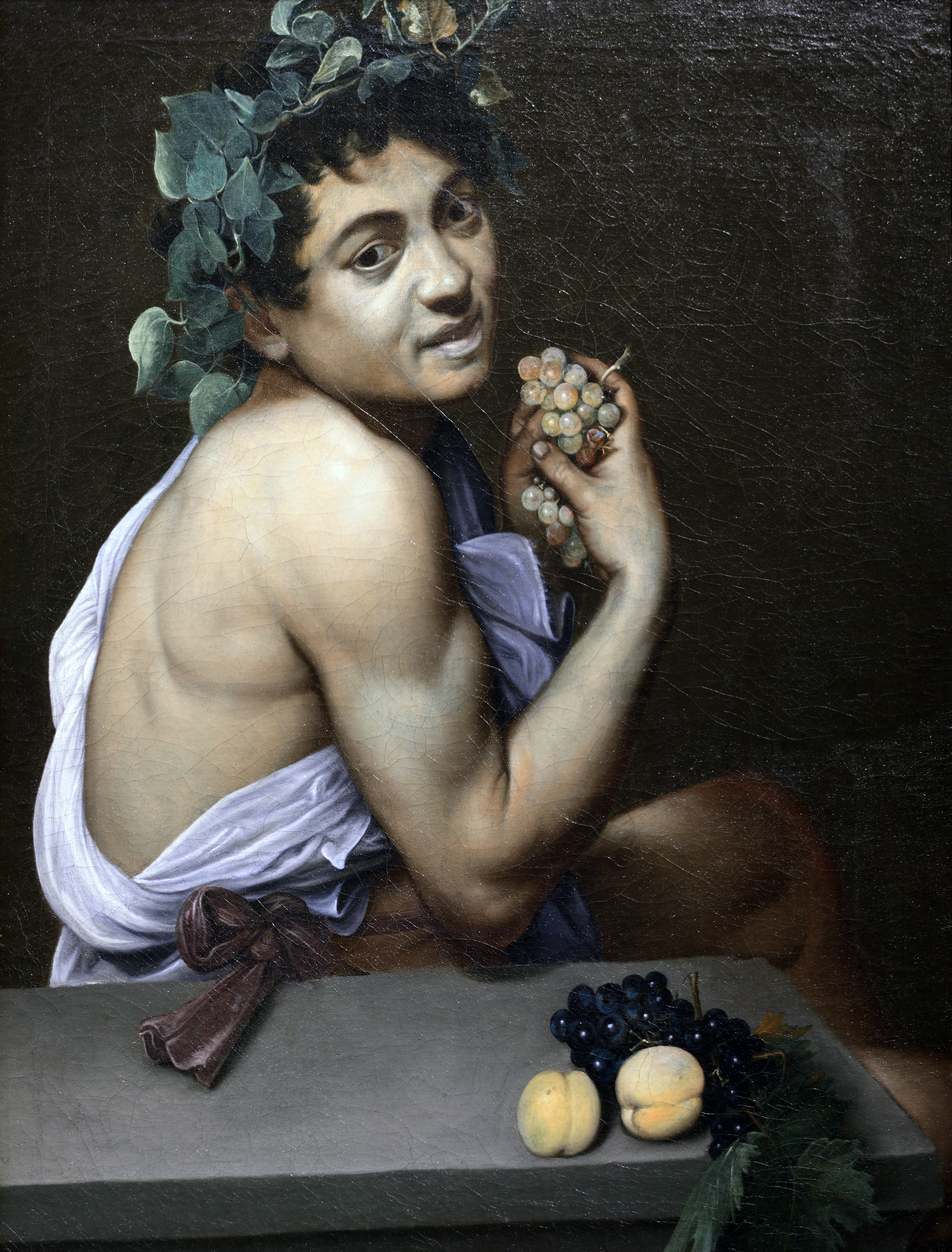
カラヴァッジョ『病めるバッカス』 (1593年ごろ)、ボルゲーゼ美術館、ローマ

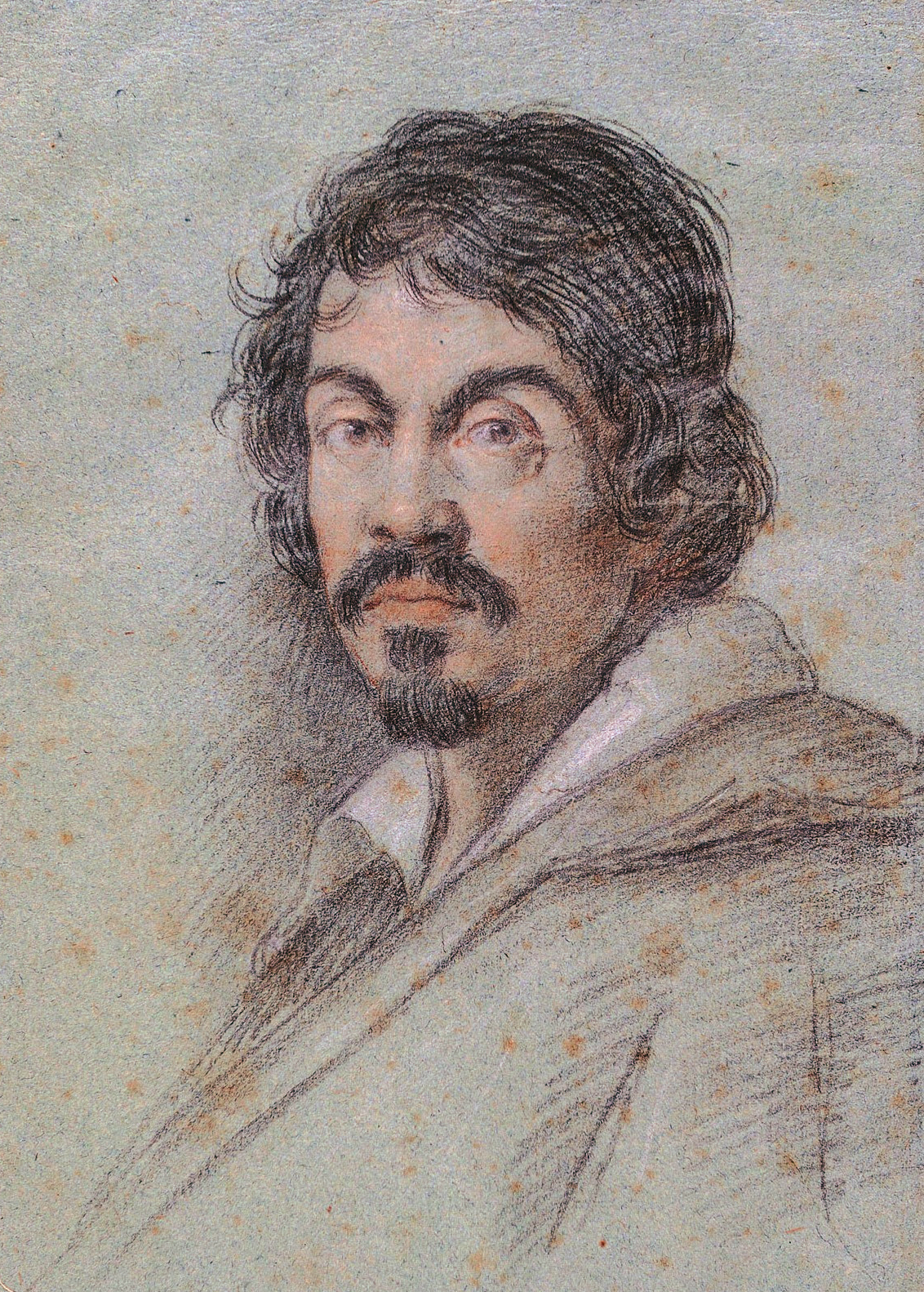
オッタヴィオ・レーニ『カラヴァッジョの肖像』 (1621年ごろ)

なお、画面の一番奥にいて、鑑賞者を振り返って殉教の場面を寂し気に見つめる人物は、疑問の余地なくカラヴァッジョの自画像である。最初期の自画像を表す『病めるバッカス』 (ボルゲーゼ美術館、ローマ) と同じ顔の向きであるが、29歳とは思えない中年のような顔である。カラヴァッジョの容貌を最もよく伝えるとされる、オッタヴィオ・レーニによるカラヴァッジョの肖像画とよく似ている。画家の自画像であるこの男は手のひらを下に向けて差し出しているが、これはミラノにあったレオナルド・ダ・ヴィンチの『岩窟の聖母』 (ルーヴル美術館、パリ) の聖母マリアの左手と同一で、カラヴァッジョが故郷で見た絵画の細部をよく覚えていたことを示している。
コンタレッリ礼拝堂のために描かれた本作『聖マタイの殉教』と『聖マタイの召命』は公開されるや大評判となり、連日作品を見ようと黒山の人だかりができたという。カラヴァッジョの名前は一夜にして知れ渡り、一躍ローマで最も有名な画家の1人となったのである。